# Luj II. Bonaparte
Luj II. Bonaparte, punim imenom Napoleon Louis (Pariz, 11. listopada 1804. – Forlì, 17. ožujka 1831.), francuski plemić i kratkotrajni nizozemski kralj (1810.). Bio je drugorođeni sin Napoleonovog brata Luja Bonapartea i Hortense de Beauharnais.
Njegov otac je po nalogu Napoleona, obnašao dužnost nizozemskog kralja od 1806. godine. Budući da je Lujov dvije godine stariji brat Charles preminuo već 1807. u dobi od četiri godine, Luj je s tri godine postao nizozemski prijestolonasljednik. Kako u tom trenutku Napoleon nije imao rođenog sina, Luj je do 1811. godine bio i prvi prijestolonasljednik Francuske. Godine 1809., Napoleon ga je imenovao velikim vojvodom od Berga.
Poslije očeve abdikacije izvršene dana 1. srpnja 1810. godine, kratko je vrijeme bio nizozemski kralj, do trenutka kada je Napoleon anektirao Nizozemsku i pripojio je Francuskoj. Nakon Napoleonovog pada kod 1815. godine, Luj je otišao u Italiju.
Oženio se prvom rođakinjom, Charlotte, kćerkom Josepha Bonapartea, najstarijeg Napoleonovog brata. Umro je 1831. u dobi od dvadeset i šest godine od malih boginja.